# Carlo Lombardo
Carlo Lombardo (auch unter dem Pseudonymen Léon Bard, Leo Bard und Leblanc bekannt, * 28. November 1869 in Neapel; † 19. Dezember 1959 in Mailand) war ein italienischer Operettenkomponist und -librettist.

## Leben und Werk
Carlo Lombardo studierte am Conservatori de Musica S. Pietro a Majella in Neapel bei Pietro Platania.
Carlo Lombardo wurde zunächst Dirigent, dann Direktor der Schauspieltruppe Maresca. Später gründete und leitete er mit Unterstützung seines Bruders Constantino Lombardo eine eigene Schauspieltruppe. Mit dieser Truppe verbreitete er die Operette in Italien. Er gründete auch einen eigenen Musikverlag in Mailand.
Carlo Lombardo komponierte unter anderem die Operetten Un viaggio di piacere (Turin 1891), I coscritti (Turin 1892), La milizia territoriale (Turin 1896), La fornarina (1925) auf einen Text von  Giuseppe Adami, Cri-cri (Mailand 1928), I merletti di Burano (Mailand 1928), La casa innamorata (Mailand 1929) auf einen Text von Renato Simoni, Le tre lune auf ein eigenes Libretto (Florenz 1931) und L’appuntamento nel sogno auf einen Text von Renato Simoni (Mailand 1932). Er schrieb auch Libretti für die Operetten Scugnizza von Mario Pasquale Costa (Turin 1922) und zusammen mit Renato Simoni L’isola verde von Giuseppe Pietri (Mailand 1926).